# Monti dei Giganti
I Monti dei Giganti (in ceco Krkonoše, in polacco Karkonosze, in tedesco Riesengebirge) sono le più alte montagne della Repubblica Ceca, così come della Slesia. Si estendono lungo il confine tra la Polonia e la Repubblica Ceca. La cima più alta è la Sněžka (in polacco Śnieżka), che raggiunge i 1.602 m s.l.m. Fanno parte del gruppo montuoso dei Sudeti Occidentali, che sono la porzione occidentale della catena dei Sudeti.

## Descrizione

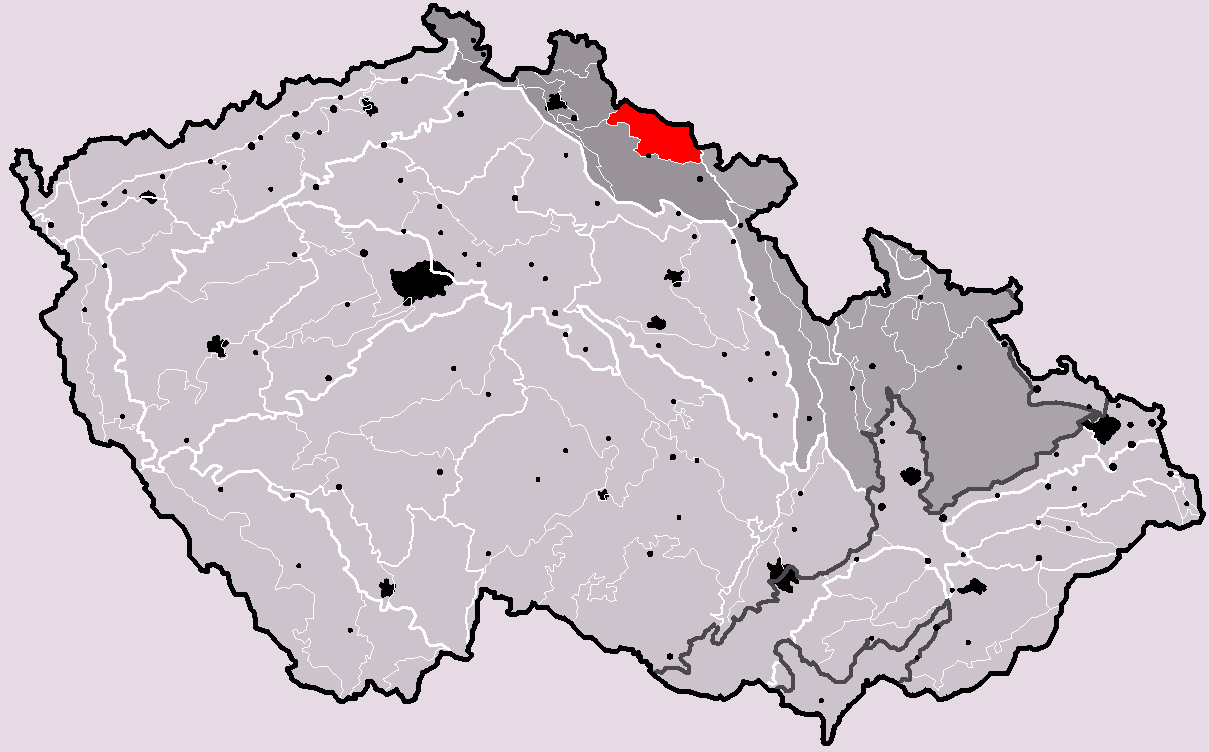
Localizzazione dei Monti dei Giganti

I monti hanno caratteristiche subalpine: ci sono circhi glaciali, laghi di montagna e i rilievi rocciosi sono ripidi e scoscesi. Vicino alla cresta, circa 7,5 km a nord-ovest rispetto al centro abitato di Špindlerův Mlýn, si trova, a quasi 1400 m d'altitudine, la sorgente dell'Elba. Nel 1959, la catena montuosa divenne un parco nazionale in Polonia e nel 1963 in Repubblica Ceca. 
Un'area estesa della catena montuosa è oggi considerata Riserva della biosfera ed è dunque tutelata dall'UNESCO. Sono molto noti i racconti e le leggende sullo spirito montano Krakonoš (in polacco Liczyrzepa o Duch Gór), che, secondo la tradizione, vivrebbe proprio su quelle montagne.

## Etimologia
Il nome tedesco Riesengebirge (Monti dei Giganti) fu diffuso per la prima volta alla fine dell'Ottocento dall'associazione omonima. Nelle fonti più antiche la catena montuosa è designata semplicemente come Monti, Montagne nevose o Montagne Boeme. Tuttavia esistono testimonianze ancora più antiche. Sulla cartina della Slesia (1571) di Martin Hellweg, la cima più elevata è chiamata Montagna Gigante. Lo stesso nome è utilizzato nella Trautenauer Chronik di Simon Hüttel (1549). Secondo Ernst von Seydlitz-Kurzbach, il nome deriverebbe dalla parola tedesca Riese, che non significa soltanto "gigante", ma indica anche un particolare tipo di canale artificiale realizzato in legno. 
Il nome polacco Karkonosze è un adattamento dal nome ceco Krkonoše, il cui significato è ignoto.

## Geologia
I Monti dei Giganti si distinguono per una complessa struttura geologica. Vi si trovano infatti numerosi tipi di rocce (granito, scisto e ortogneiss) e minerali, come ad esempio il quarzo. I laghi glaciali che si trovano nella parte settentrionale della catena montuosa sono resti dell'era glaciale.
Il granito costituisce la roccia più diffusa nella catena montuosa. La sua presenza in forma ellissoidale (un tipico plutone) raggiunge, nella direzione est-ovest, una lunghezza di 66 km, e misura, nel suo punto più largo, 20 km. Nel nucleo di questa massa di granito si trova il granito centrale, coperto da antichi gneiss e strati di mica. Il granito è inserito in questi strati a partire dalla tarda era carbonifera.